# Article 88-1 de la Constitution de la Cinquième République française
Article 88 Article 88-2
L'article 88-1 de la Constitution de la Cinquième République française inscrit la participation de la France à l'Union européenne.

## Texte
« La République participe à l'Union européenne constituée d'États qui ont choisi librement d'exercer en commun certaines de leurs compétences en vertu du traité sur l'Union européenne et du traité sur le fonctionnement de l'Union européenne, tels qu'ils résultent du traité signé à Lisbonne le 13 décembre 2007. »
— Article 88-1 de la Constitution

## Contenu
Cet article a été introduit par la révision constitutionnelle du 25 juin 1992. Cette révision constitutionnelle a modifié la Constitution afin de permettre la ratification du traité de Maastricht, auparavant considérée comme partiellement inconstitutionnelle par le Conseil constitutionnel.
Cet article a été modifié à plusieurs reprises par la suite afin de permettre la ratification du traité établissant une Constitution pour l'Europe (disposition retirée par la suite) puis du traité de Lisbonne.